# Koněspřežná tramvaj v Praze

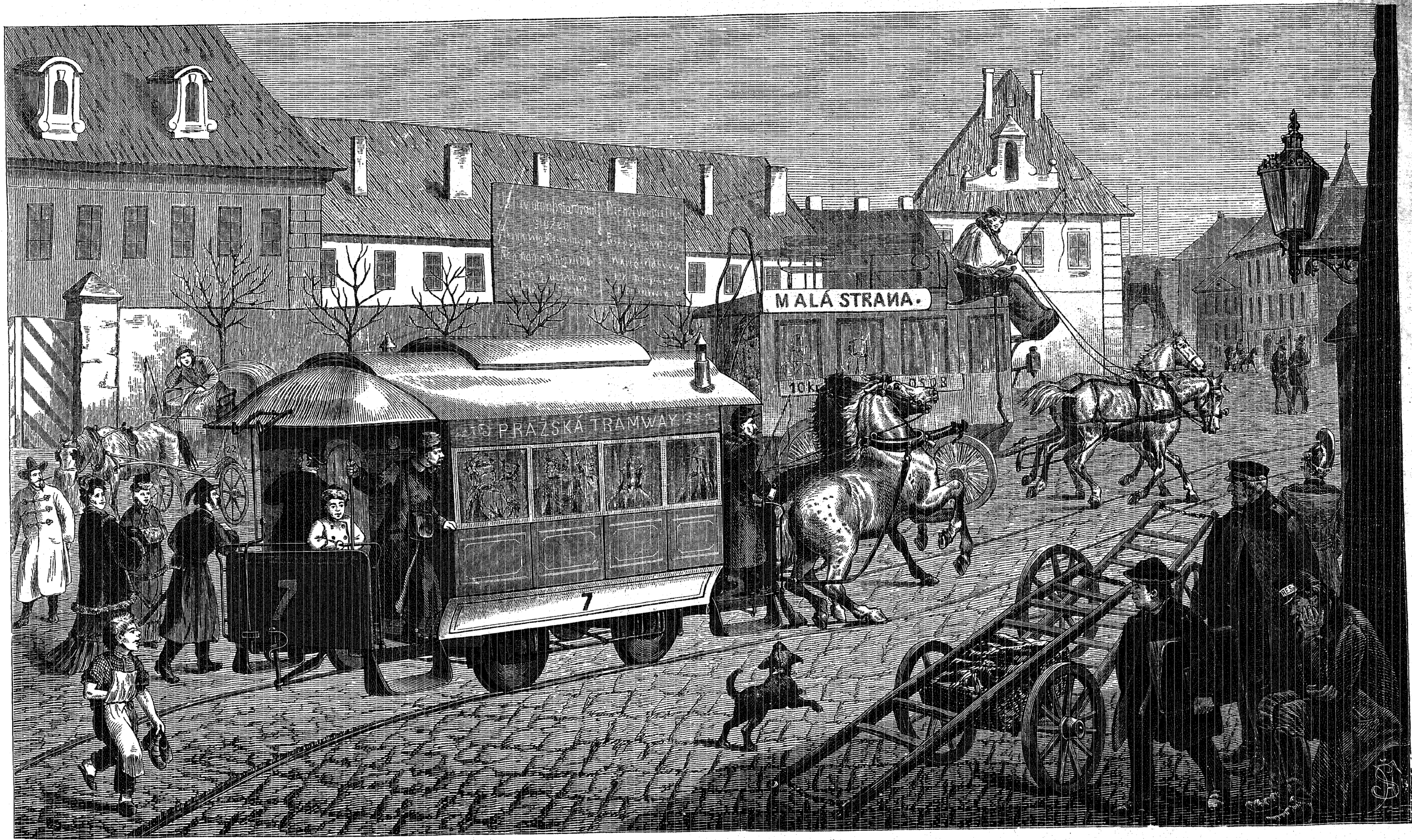
Koňka r. 1876 (Fr. Štraybl)

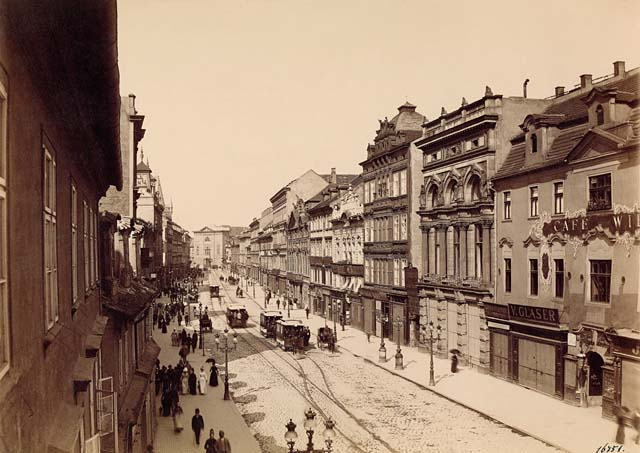
Příkopy kolem roku 1890.

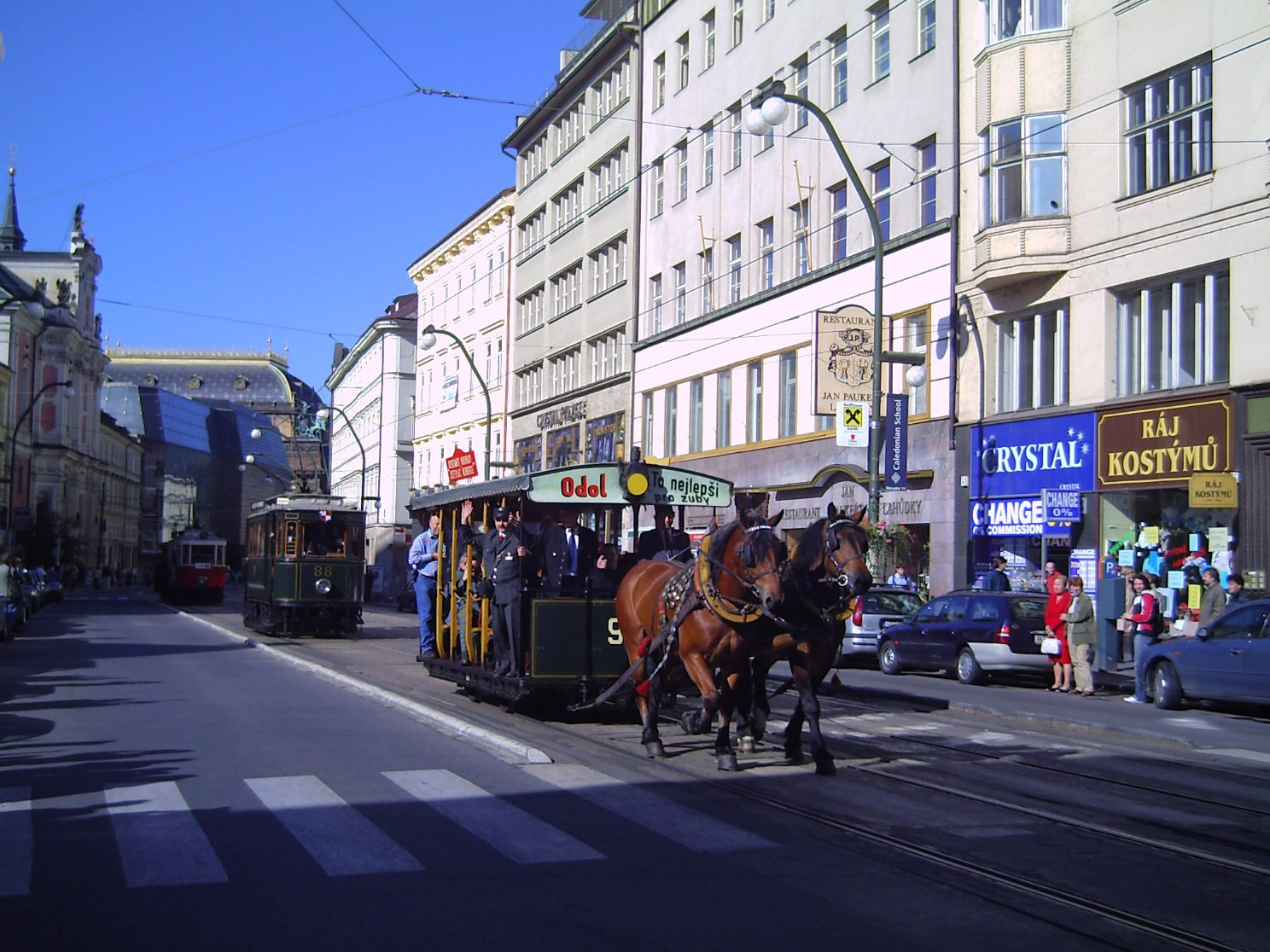
Koňka na Národní třídě při oslavách 130 let MHD v Praze

Koněspřežná tramvaj (Pražská tramway, pražská koňka) v Praze a přilehlých městech byla v provozu od roku 1875, v letech 1898 až 1905 byla přebudována na elektrickou a sloučena do jedné sítě s elektrickými dráhami v pražské aglomeraci.

## Anglo-česká tramwayová společnost
V roce 1873 založili Bernhard Kollmann a Zdeněk hrabě Kinský Anglo-českou tramwayovou společnost a ta obdržela 5. března 1873 koncesi ke stavbě a provozování kolejové pouliční dráhy s koňským pohonem. Z důvodu hospodářské krize však záměr nakonec nebyl realizován.

## Otletova koňka
Stavební povolení k realizaci dráhy koněspřežné tramvaje získal belgický podnikatel Édouard Otlet 8. března 1875. Koleje byly do pražských ulic pokládány od 3. nebo 4. května 1875. První trasa byla zprovozněna 23. září 1875 v 15:15 hodin. Provozovatelem sítě byla belgická společnost Akciová společnost Pražské tramwaye, resp. Generální ředitelství Pražské tramwaye.
Kolejnice koňky byly zpočátku dřevěné, jen pobité plechem, na dřevěných pražcích. Tratě byly zpočátku jednokolejné s výhybnami. V letech 1876–1883 bylo několik úseků zdvojkoleněno a bylo dostavěno několik výhyben. V té době byly také některé dřevěné kolejnice nahrazeny „vídeňským způsobem“ kovovými traverzami, na nichž byly, přišroubované ploché žlábkové kolejnice, dřevěné pražce byly přitom nahrazeny jen kovovými rozponami (rozchodkami).
Linky koňky nebyly číslované, ale označovaly se barevnými čtverci nebo čtverci s barevnými výsečemi, za tmy kruhovými prosvětlovanými terči. Poslední večerní spoj byl označen modrou svítilnou. Linek bylo po dokončení celé sítě celkem šest. Jezdilo se od 6:30 do 22 hodin, základní interval byl 7 minut. Průměrná cestovní rychlost byla 8 km/h.
Vozovnu měla koňka nejprve v Karlíně u dnešní křižovatky Sokolovská – Šaldova (1875, 10 vozů a 32 koní), od roku 1876 i na Smíchově (smíchovská vozovna byla roku 1883 přemístěna, resp. nahrazena novou, již zděnou vozovnou). Další vozovny pak byly na Žižkově a na vinohradské Zvonařce.
Vozy od roku 1876 dodávala firma Ringhoffer, většina vozů koňky byla později přestavěna na vlečné vozy elektrické dráhy. V roce 1890 měla koňská dráha 117 vlečných vozů a 528 koní.

## Tratě

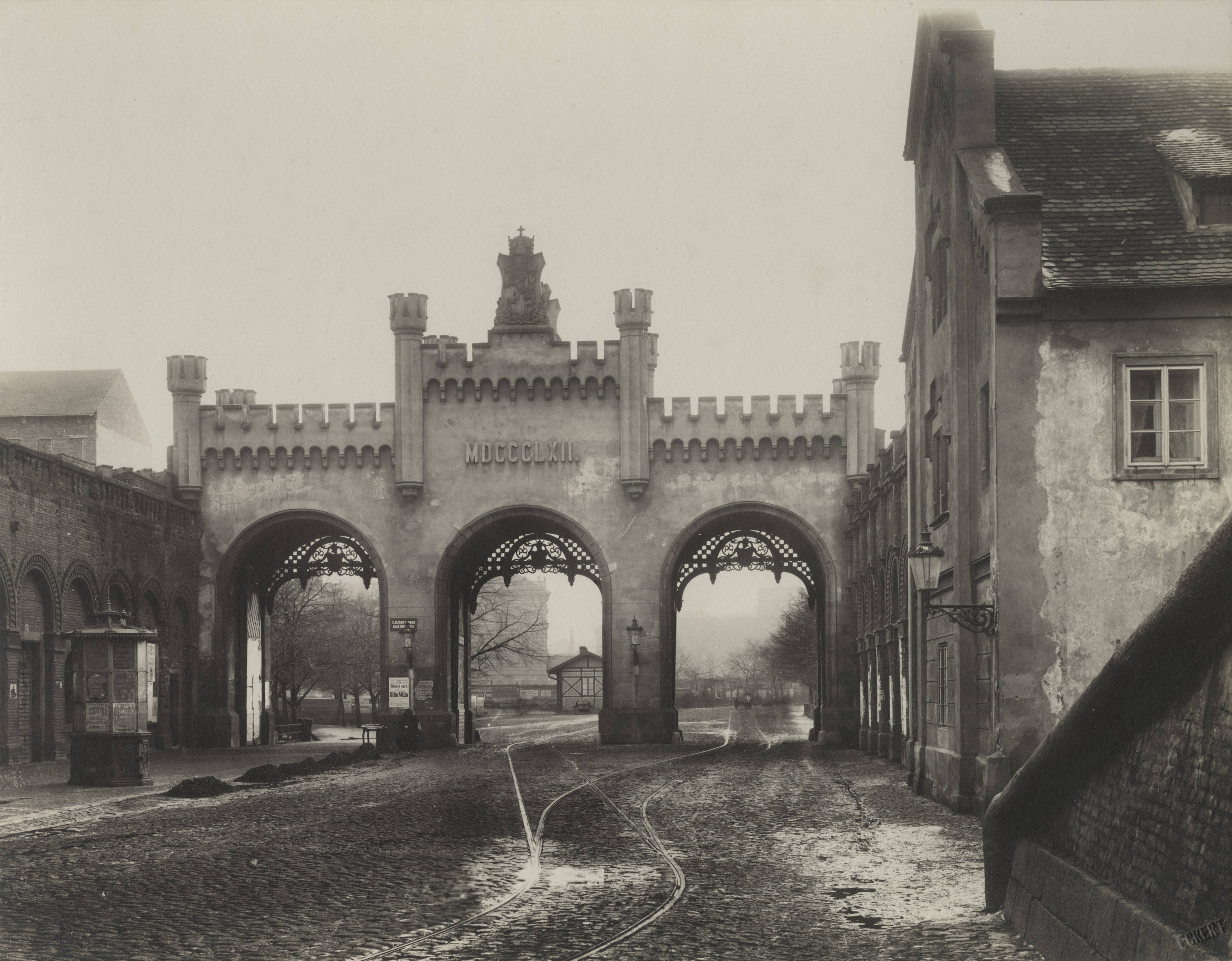
Trať od Řetězového mostu na Smíchov procházející Novou Újezdskou branou

První trať, slavnostně zprovozněná 23. září 1875 v 15:15 hodin, vedla od řetězového mostu císaře Františka I. (od právě budovaného Národního divadla) do Karlína k Invalidovně, zhruba do míst dnešní zastávky Urxova, tedy zhruba ve směru dnešní linky metra B.
16. května 1876 byla uvedena do provozu navazující trať za Řetězovým mostem přes Újezd k nádraží Západní dráhy do města Smíchova. Řetězový most cestující přecházeli pěšky, protože se vedení dráhy přes most nepodařilo technicky vyřešit. Vozy z levého břehu Vltavy byly však na větší opravy přetahovány přes most i bez kolejí a opravovány v Karlíně. Palackého most byl sice postaven v roce 1878, ale koňka po něm propojila oba břehy Vltavy až v roce 1883.
V roce 1882 uzavřela pražská obec s Otletovou firmou Smlouvu o koňskou dráhu pražskou, která mu povolila použít další ulice pro provoz koňky. Smlouva stanovila přesné termíny pro dokončení nových tratí včetně penále za nedodržení, stanovila nájemné za užívání pozemků i další závazky obou stran. Otletova firma mohla podle smlouvy při stavbě každý den rozkopat jen takový úsek ulice, který byla schopna téhož dne i dokončit.
28. června 1883 byla otevřena trať od dnešního Masarykova nádraží Dlážděnou, Jindřišskou, Vodičkovou a Myslíkovou ulicí a přes Palackého most do města Smíchova k Andělu. 1. srpna 1883 byla prodloužena trať od Národního divadla přes Křižovnické náměstí a Karlův most na Malostranské náměstí.
24. prosince 1883 byl zprovozněn úsek přes Staré Město, 31. prosince 1883 celá trať, která vedla ze Žižkova (za usedlostí Bezovka, Chelčického ulice) ulicemi Chelčického, Rokycanovou, Prokopovou a Husitskou, přes Bulhar, Hybernskou ulici, Prašnou bránu, Celetnou ulici, přes Staroměstské náměstí a Mariánské náměstí, Platnéřskou ulici na Křižovnické náměstí. Roku 1893 byla na Žižkově prodloužena až na místo dnešní křižovatky na Olšanském náměstí a v roce 1895 byla zrušena nepoužívaná část trati v Táboritské a Vratislavově (dnešní Baranově) ulici.
Roku 1883 již dosáhla délka všech tratí 19,43 kilometru. 20. května 1884 byl zprovozněn úsek Můstek – Václavské náměstí – Mezibranská – Tylovo náměstí – Nuselské schody (tehdejší červená linka, nynější konečná Zvonařka). 25. června 1884 začal provoz i v úseku Josefské náměstí (dnešní náměstí Republiky) – Marinkova továrna (v Holešovicích u dnešního Veletržního paláce), 21. března 1885 prodloužený do stanice Stromovka a 5. dubna 1885 sezonně do Královské obory. V roce 1885 tak kompletní síť koňky měřila 18,875 km.
V průběhu října a listopadu 1897 byl ve výluce most císaře Františka Josefa. Spojení Újezdu s Malostranským náměstím dlouho nebylo možné, protože Karmelitská ulice byla v místě před vyústěním do náměstí (dům U klíčů) příliš úzká. Teprve v roce 1900 byl učiněn průlom, a ačkoliv trať byla budována již pro elektrický provoz, provizorně zde ještě nějaký čas jezdila koňka.

## Linky

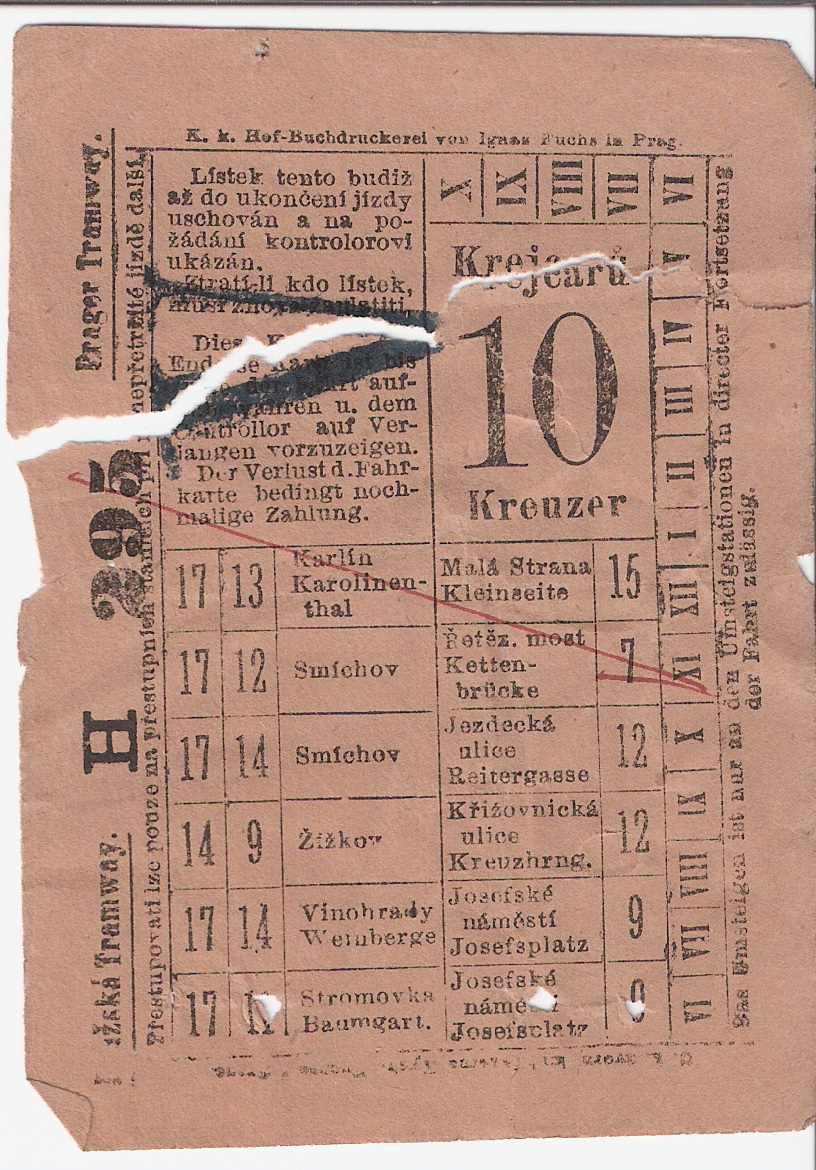
Lístek na "Pražskou Tramway"

Linky odpovídaly stavebním tratím, pouze mezi Andělem a Smíchovským nádražím byly od 16. srpna 1883 dvě linky v souběhu, v roce 1891 jezdily linky v souběhu k výstavišti.
Linky nebyly číslované, ale rozlišovaly se barevným symbolem ve speciálním kruhovém reflektoru, barvou tabule s názvem konečné a barvou jízdenek. Nejstarší dvě linky měly atypické označení: nejstarší linka prostý bílý reflektor, její pokračování za řekou bílý reflektor s červeným křížem. Další linky měly terčík čtvrcený do bílo-barevných výsečí, které rozlišovaly žlutou, černou, červenou a zelenou linku.

### Linka Karlín – Staré Město (– Malá Strana)
Prostý bílý reflektor, bílé směrové tabule, bílé jízdenky.
Od 23. září 1875 z Karlína k Národnímu divadlu. 1. srpna 1883 byla prodloužena na Malostranské náměstí. 31. prosince 1883 byla zkrácena na Křižovnické náměstí a v úseku na Karlově mostě ji nahradila černá žižkovská linka, ale od 12. března 1885 se linky prohodily do původního stavu. 4. září 1890 byla část Karlova mostu stržena povodní, 19. listopadu 1892 byl provoz koňky obnoven. Od 28. září 1899 byla linka rozdělena na dvě linky, první v trase Národní divadlo – Malá Strana a druhá s trasou Josefské náměstí – Invalidovna, mezi nimi již byla zavedena elektrická tramvaj. Od 7. října 1899 byla karlínská větev připojena k červené lince. Od 28. října 1901 zkrácena do trasy Křižovnické náměstí – Karlův most – Malá Strana. 13. května 1905 provoz této poslední linky pražské koňky definitivně ukončen.
KARLÍN, Invalidovna – Karlín, Karlova ulice – Karlín, Jungmannovy sady – Karlín, Viadukt – Poříčí – Jízdecká ulice – Josefské náměstí – Prašná brána – Na Můstku – Platýz – Mikulandská ulice – Národní divadlo – Františkovo nábřeží – Křižovnické náměstí – Karlův most – MALOSTRANSKÉ NÁMĚSTÍ

### Linka Újezd – Smíchovské nádraží (červený kříž)
28. června 1883 začala být rozlišována červeným křížem. Bílé směrové tabule, modré jízdenky.
Od 16. května 1876 od Újezda k Andělu, 16. srpna 1883 prodloužena k smíchovskému nádraží souběžně se „žlutou“ linkou. Od 1. října 1897 byla tato linka v provozu pouze v neděli v návaznosti na vlaky, její dopravní úlohu převzala nová linka se svislým pruhem. Od 16. září 1898 byla linka se svislým pruhem opět zrušena, linka s červeným křížem byla obnovena celotýdenně, avšak opět jen v trase od Újezda k Andělu. Od 22. prosince 1900 byla prodloužena na Malostranské náměstí, namísto bílým reflektorem s červeným křížem značena nově zeleným reflektorem. Od 17. června 1901 zrušena a nahrazena elektrickou tramvají.
MALÁ STRANA, Chotkova ulice – U hradu – Smíchov, Kostelní náměstí – Smíchov, Austrie – SMÍCHOV, Plzeňská – SMÍCHOV, Nádraží Západní dráhy

### Linka Nové Město – Smíchovské nádraží (žlutá)
Žluté výseče na terčíku, tabule i jízdenky.
V provozu od 28. června 1883. Od roku 1895 prodloužena do trasy Poříčí – Havlíčkova ulice – Dlažební ulice, od 1. května do konce června 1897 do úseku Havlíčkova – Poříčí zajížděla jen část spojů, od 15. června 1898 byla linka zkrácena do Havlíčkovy ulice. Od 1. října 1897 byla linka ve většině trasy posílena souběžnou linkou se svislým černým pruhem. Od 16. září 1898 byla linka se svislým pruhem zrušena a linka se žlutými výsečemi opět prodloužena až do stanice Poříčí. Od 1. června 1900 prodloužena na Těšnov. Od 18. prosince 1900 byla celá linka zrušena a nahrazena elektrickou tramvají.
NOVÉ MĚSTO, Jízdecká ulice – Dlažební ulice – Jindřišská věž – Václavské náměstí – Vyšší dívčí škola – U Myslíků – Myslíkova ulice – Palackého nábřeží – Palackého most – Smíchov, Plzeňská třída – Smíchov, Vltavská ulice – SMÍCHOV, Nádraží Západní dráhy

### Linka Křižovnické náměstí – Žižkov (černá)
Černé výseče na terčíku, černé tabule (později červené), černé jízdenky.
Od 24. prosince 1883 v trase Nové Město, Modrá hvězda – Staroměstské náměstí – Křižovnické náměstí.
Od 31. prosince 1883 z Malostranského náměstí za Bezovku. V úseku na Karlově mostě tato linka nahradila karlínskou, která byla zkrácena na Křižovnické náměstí, ale od 12. března 1885 se linky prohodily do původního stavu. Roku 1893 na Žižkově prodloužená blokovou smyčkou do stanice Olšany na dnešním Olšanském náměstí. Od 1. května 1897 do konce února 1898 v úseku Křižovnické náměstí – Prašná brána jezdila jen část spojů. Od 26. srpna 1901 zkrácena do trasy Olšany – U Bulhara, ve zbylém úseku, ale i v trase souběžnou ulicí z Olšan zavedena elektrická tramvaj. Od 28. října 1901 linka koňky zrušena.
ŽIŽKOV, Olšany – Žižkov, Za Bezovkou – Žižkov, U Bezovky – Žižkov, Vítkova ulice – Žižkov, Husova ulice – Žižkov, Viadukt dráhy císaře Františka Josefa – Hyberňácká ulice – Dlažební ulice – Prašná brána – Ovocný trh – Staroměstské náměstí – Mariánské náměstí – STARÉ MĚSTO, Křižovnické náměstí.

### Linka Můstek – Nuselské schody (červená)
Červené výseče na terčíku, tabule i jízdenky.
Od 20. května 1884. Od roku 1891 byla část spojů linky prodloužena do Královské obory souběžně s pravidelnými linkami, od ledna 1895 začala červená linka částečně nahrazovat souběžnou zelenou linku. Prodloužené spoje mimo letní období končily ve stanici Stromovka. Od 1. října 1897 do 14. června 1898 byla linka ve větší části trasy ve špičkách posílena novou linkou bez označení. Od 15. června 1898 část spojů nezajížděla na Vinohradech až na konečnou, ale končila v zastávce Havlíčkova třída. Od 28. září 1898 všechny spoje jezdily v trase Josefské náměstí – Nuselské schody. Od 28. září 1899 zkrácena do trasy Na Můstku – Nuselské schody, ve zbylém úseku zavedena elektrická tramvaj. Od 7. října 1899 byla linka prodloužena přes Josefské náměstí do Karlína k Invalidovně namísto zrušené větve původní karlínské linky koňky, mezi Můstkem a Josefským náměstím tedy byla koňka v souběhu s elektrickou tramvají. 14. května 1900 je zkrácena do trasy Museum – Nuselské schody, po délce Václavského náměstí byla nahrazena elektrickou tramvají. Od 23. června 1900 byla zrušena a v celé délce nahrazena elektrickou tramvají.
NA MŮSTKU (U ŠPINKŮ) – Václavské náměstí – Marianská ulice – Mezibranská ulice – Královské Vinohrady, Havlíčkova třída – Královské Vinohrady, Erbenova ulice – KRÁLOVSKÉ VINOHRADY, Nuselské schody

### Linka Josefské náměstí – Královská obora (zelená)
Zelené výseče na terčíku, tabule i jízdenky.
Od 25. června 1884 k Marinkově továrně, 21. března 1885 prodloužená do stanice Stromovka a 5. dubna 1885 sezonně do Královské obory (mimo letní období končí ve stanici Stromovka). Od ledna 1895 do konce dubna 1897 jezdila jen občas, v některých obdobích byla nahrazována souběžnou červenou linkou. Od 15. června 1898 do 27. září 1898 vybrané spoje prodlouženy k Národnímu divadlu. Od 28. září 1898 linka v provozu jen občasně v souběhu s nově zavedenou elektrickou tramvají, od 18. října 1898 je trvale zrušena.
JOSEFSKÉ NÁMĚSTÍ – Klimentská ulice – Most císaře Františka Josefa – Belcrediho silnice – U hřbitova – U Vendlerovy továrny – U Martinkovy továrny – STROMOVKA – KRÁLOVSKÁ OBORA

### Dočasná posilová linka Národní divadlo – Můstek – Muzeum – Vinohrady
Bez zvláštního označení.
Od 1. října 1897 do 14. června 1898, jen ve špičkách. Trasa z větší části kopírovala červenou linku.
NÁRODNÍ DIVADLO – Na Můstku – Václavské náměstí – Museum – Mezibranská ulice – KRÁLOVSKÉ VINOHRADY, Havlíčkova třída (uvedeny jen vybrané zastávky)

### Linka Újezd – Havlíčkova (svislý pruh)
Označení tmavým svislým pruhem.
Zavedena od 1. října 1897, na Malé Straně nahradila linku s červeným křížem, zbytek trasy téměř shodný se žlutou linkou. Od 16. září 1898 linka zrušena.
MALÁ STRANA, Chotkova ulice – Smíchov, Plzeňská třída – Palackého nábřeží – Myslíkova ulice – Václavské náměstí – Dlažební ulice – NOVÉ MĚSTO, Havlíčkova ulice.

## Elektrizace
Otletova Pražská tramway byla městem kritizována za zhoršující se stav infrastruktury a postupně se společnost zapletla do řady soudních procesů s městem, řešila se například přednostní práva na stavbu tratí. Elektrické podniky nakonec celou síť 27. června 1898 (nebo 30. června) odkoupily a převzatou koňku v období do roku 1901 (s výjimkou Karlova mostu) postupně přebudovaly na elektrickou tramvaj.
Elektrizace probíhala v tomto pořadí:
- 8. září 1898 Josefské náměstí – Královská obora[11][12]
- 28. září 1899 Josefské náměstí – Můstek – Národní divadlo[11][13]
- 14. května 1900 Josefské náměstí – Karlín[14][15]
- 14. května 1900 Můstek – Muzeum[11]
- 23. června 1900 Muzeum – Nuselské schody,[11] současně byla trať na konci přeložena a prodloužena pod Nuselské schody[14]
- 18. prosince 1900 Státní nádraží – Lazarská – Palackého náměstí – Smíchovské nádraží.[11] Současně byly propojeny dosavadní koňská a elektrická dráha u křižovatky Spálená-Lazarská-Myslíkova[13][14]
- 17. června 1901 Újezd – Anděl, současně se zprovozněním nového mostu Legií.[14]
- 26. srpna 1901 Křižovnické náměstí – Staroměstské náměstí – Prašná brána – Bulhar.[11]
- 28. října 1901 Křižovnické náměstí – Národní divadlo[11][13]
- 28. října 1901 Bulhar – Olšanské náměstí (část trati přeložena)[11]
- 28. září 1905 Křižovnické náměstí – Malostranské náměstí[11]

Poslední pravidelná jízda koňské tramvaje v Praze se konala 12. května 1905, poslední spoj vyjel v 18 hodin z Křižovnického náměstí.
Úsek trati na Karlově mostě byl v září 1905 elektrizován jako poslední, a to pomocí tzv. spodního přívodu elektrického proudu, který již předtím Křižík odzkoušel na Letné. Systém byl sice na svou dobu velmi moderní, ale také velmi poruchový, a v provozu tak vydržel pouhé tři roky a pak byl od 1. května 1908 nahrazen autobusovou linkou, která také dlouho nevydržela.
Další osudy těchto tramvajových tratí vizte v článku Seznam tramvajových tratí v Praze.